# Zareavã (Airarate)
Zareavã (em armênio: Զարեհաւան; romaniz.: Zarehawan) foi uma localidade do distrito (gavar) de Zalcota ou Bagrauandena, na província de Airarate do Reino da Armênia.

## Nome
Zareavã é um topônimo composto por Zaré (Զարեհ, Zareh), a grafia armênia de Zariadres, e -avã (ավան, -awan), "cidade". Nesse sentido, seu nome significa "Cidade de Zariadres".

## História
A localização exata de Zareavã é desconhecida e o assentamento foi pode ter pertencido ao distrito (gavar) de Zalcota ou Bagrauandena, na província de Airarate do Reino da Armênia. Foi sugerido que pudesse ser a futura Diadine, mas o historiador Łevond Ališan considerou a sugestão pouco plausível e identificou Zareavã com a futura vila de Juchã. Nesse sentido, Zareavã não estava muito longe de Diadine, no sopé do monte Nifates, perto da nascente do rio Murate, em sua margem direita, próximo a Bagauna, na rota das caravanas entre Tabriz, Carim (atual Erzurum) e Trapezo (atual Trebizonda). A julgar por seu nome, Zareavã deve ser uma cidade helenística fundada no século II a.C. por Artaxias I (r. 189–160 a.C.) em honra a seu pai Zariadres, aos moldes das inúmeras cidades batizadas como Alexandria. Configurou-se como um importante centro comercial e urbano.
Zareavã foi mencionada pela primeira vez por Ptolomeu no século II como Zaruana (em grego: Ζαρουάνα; romaniz.: Zarouána). Fausto, o Bizantino (século IV) citou que tinha uma população armeno-judaica, e é possível que os habitantes judeus tenham sido levados para lá no reinado de Tigranes, o Grande (r. 95–55 a.C.). Em 368-369, como consequência da Paz de Nísibis assinada pelo Império Romano e o Império Sassânida, o xainxá Sapor II (r. 309–379) invadiu a Armênia e saqueou a cidade, cuja população foi deportada. Desde sua destruição, foi referida por fontes posterior (Lázaro de Farpe, Sebeos e Estêvão de Taraunitis) como uma cidade pouco povoada e/ou uma vila sem importância. No contexto da revolta de Vardanes II (450–451) contra a autoridade do xainxá Isdigerdes II (r. 438–457), os rebeldes, liderados pelo católico José I, massacraram os magos zoroastristas de Zareavã que estavam tentando cortar o abastecimento de água.
Nos anos 650, no contexto da conquista muçulmana da Armênia, os árabes evitaram confrontos com as tropas do Império Bizantino na região e fugiram pelo rio Murate rumo a Zareavã, onde se fortificaram. Essa menção indica que, no século VII, era um assentamento murado. Simbácio de Zareavã (século IX) foi líder do movimento camponês-sectário que se espalhou a partir da vila de Tondraque. Embora não seja mencionado nos séculos subsequentes, existiu como uma pequena vila habitada por armênios até o século XIX, e na segunda metade daquele século já estava deserta, e os habitantes haviam migrado para várias direções.